# Leere Hände
Leere Hände ist ein Lied des deutschen Sängers Nico Santos – veröffentlicht als Santos, in Kooperation mit den deutschen Rappern Sido und Samra, das am 9. April 2021 als Single veröffentlicht wurde.

## Entstehung
Die Komposition entstand durch die Zusammenarbeit von Beatzarre, Djorkaeff, Robin Haefs, Phil the Beat, Nico Santos und Schmyt. Der Liedtext wurde von alle Komponisten sowie Greckoe, Samra und Sido verfasst. Die Produktion erfolgte unter der Leitung von Beatzarre, Djorkaeff und Phil the Beat.
Das Musikvideo wurde am 9. April 2021 auf YouTube veröffentlicht und mehr als 18,5 Millionen Mal abgerufen (Stand: August 2025).

## Charts und Chartplatzierungen
Leere Hände konnte sich in der 15. Kalenderwoche des Jahres 2021 auf Rang zwei der deutschen Singlecharts platzieren und musste sich lediglich Wellerman von Nathan Evans geschlagen geben. Das Lied platzierte sich zwölf Wochen in den Top 100, zwei davon in den Top 10 und war für eine Woche das erfolgreichste deutschsprachige Lied in den Charts. In Österreich und in der Schweiz konnte sich die Single auf Rang fünf platzieren. 2021 platzierte sich Leere Hände auf Rang 80 der deutschen Single-Jahrescharts sowie auf Rang 83 in der Schweiz.
| ChartsChartplatzierungen | Höchstplatzierung | Wochen |
| ------------------------ | ----------------- | ------ |
| Deutschland (GfK)        | 2 (12 Wo.)        | 12     |
| Österreich (Ö3)          | 5 (8 Wo.)         | 8      |
| Schweiz (IFPI)           | 5 (13 Wo.)        | 13     |

| ChartsJahrescharts (2021) | Platzierung |
| ------------------------- | ----------- |
| Deutschland (GfK)         | 80          |
| Schweiz (IFPI)            | 83          |

Auf der Streamingplattform Spotify erreichte Leere Hände mehr als 63 Millionen Aufrufe (Stand: August 2025).